# 角田義隆
角田 義隆（つのだ よしたか、1919年〈大正8年〉12月15日 - 1988年〈昭和63年〉3月19日）は、日本の海軍軍人、航空自衛官。第12代航空幕僚長。海軍機関学校出身者・海軍機関科将校が大将に相当する地位まで昇進したのは、帝国海軍・自衛隊を通じて角田が唯一の事例となった。

## 略歴
熊本県出身。鹿本中学四年時に陸軍士官学校を受験するが、身体検査で不合格となり、海軍機関学校へ進む。卒業後は練習艦隊旗艦「香取」に乗組み遠洋航海に参加するが、欧州の戦局により遠洋航海が前半の近海航海のみで中止となる。そのまま「香取」乗組みとなるが、大東亜戦争開戦直前に海軍練習航空隊整備学生を命ぜられ退艦する。
整備学生を卒業後は、航空整備将校としてフィリピン、ソロモン諸島など南方諸島の前線基地を転戦した。1943年（昭和18年）4月、操縦への転換を命ぜられ、海軍練習航空隊特修科学生となるが、教育中に体をこわし、再び地上勤務となる。それからは内地勤務ばかりで木更津の第三航空艦隊で終戦を迎えた。
戦後は公職追放のため実家で農業をするが、1951年（昭和26年）12月、警察予備隊に入隊。1954年（昭和29年）7月、航空自衛隊発足と同時に転官。航空自衛隊でも航空整備に携わり、同年8月から米国に第1号として留学し、航空機整備将校課程で学んだ。帰国後は浜松の整備学校で整備幹部課程をつくる。しかし、わずか1年後の1956年（昭和31年）3月、第1期の整備幹部学生を卒業させたのちに空幕人事課勤務を命ぜられた。その後は空幕で人事畑での勤務を重ねるが人事課長時代に大病を患い職務から離れる。
1969年（昭和44年）8月、第8航空団司令として復帰した。戦時中から整備という地味で縁の下の力持ち的な仕事に関わってきたが「飛行部隊の指揮官ぐらいはやってみたいと思っていた」という角田にとって、8空団司令を拝命した時は「感激した（昔の希望を叶えてくれたような気がして）」と語っている。その後、空幕人事教育部長、中部航空方面隊司令官を経て第12代航空幕僚長に就任。空幕長在任中に婦人自衛官（WAF）制度を発足させた。また、1976年（昭和51年）9月に発生したミグ25事件では事件発生当初は人間ドックで入院中だったが、復帰後は機体の調査指示やそのための移送について在日米空軍司令官と交渉するなど対応にあたった。最後は「次期主力戦闘機は、F-15」と最終決心して退官した。

## 年譜
- 1940年（昭和15年）8月10日：海軍機関学校（第49期[5]）卒業、命 海軍機関少尉候補生、練習巡洋艦「香取」乗組[6]
- 1941年（昭和16年）
  - 4月1日：海軍機関少尉任官[7]
  - 10月1日：海軍練習航空隊整備学生[8]
- 1942年（昭和17年）
  - 3月16日：海軍機関中尉に進級[9]
  - 8月10日：高雄海軍航空隊分隊長[10]
  - 11月1日：第582海軍航空隊分隊長[11]
- 1943年（昭和18年）
  - 3月25日：海軍練習航空隊特修科学生[12]
  - 11月1日：海軍大尉に進級[13]
- 1944年（昭和19年）
  - 7月10日：第131海軍航空隊分隊長[14]
  - 11月15日：第752海軍航空隊分隊長[15]
- 1945年（昭和20年）3月5日：偵察第102飛行隊分隊長[16]
- 1951年（昭和26年）12月5日：警察予備隊に入隊（警察士長）[17]
- 1954年（昭和29年）7月1日：航空自衛隊に転官
- 1962年（昭和37年）1月1日：1等空佐に昇任
- 1964年（昭和39年）7月16日：航空幕僚監部人事教育部人事課人事第1班長
- 1965年（昭和40年）8月16日：航空幕僚監部人事教育部人事課長
- 1969年（昭和44年）
  - 4月25日：第8航空団司令 兼築城基地司令
  - 7月1日：空将補に昇任
- 1970年（昭和45年）12月16日：航空幕僚監部人事教育部長
- 1972年（昭和47年）7月1日：空将に昇任、第10代 中部航空方面隊司令官
- 1974年（昭和49年）7月1日：第12代 航空幕僚長
- 1976年（昭和51年）10月15日：退官。退官後は石川島播磨重工業航空事業本部顧問を務めた。
- 1988年（昭和63年）3月19日：心不全のため防衛医科大学校病院で逝去（享年68）、叙・正四位、勲三等旭日中綬章が追贈された[18]。

## 栄典
- イタリア共和国功労勲章グランデ・ウッフィチャーレ - 1976年（昭和51年）4月14日
- レジオン・オブ・メリット・コマンダー - 1976年（昭和51年）7月26日
- 勲三等旭日中綬章 - 1988年（昭和63年）3月19日